# Калиште
Калиште је насеље у Србији у општини Мало Црниће у Браничевском округу. Према попису из 2022. било је 318 становника.

## Демографија
У насељу Калиште живи 392 пунолетна становника, а просечна старост становништва износи 44,8 година (42,8 код мушкараца и 46,5 код жена). У насељу има 144 домаћинства, а просечан број чланова по домаћинству је 3,32.
Ово насеље је великим делом насељено Србима (према попису из 2002. године), а у последња три пописа, примећен је пад у броју становника.
|  |

| Демографија | Демографија | Демографија |
| Година      | Становника  | Становника  |
| ----------- | ----------- | ----------- |
| 1948.       | 830         |             |
| 1953.       | 836         |             |
| 1961.       | 854         |             |
| 1971.       | 809         |             |
| 1981.       | 761         |             |
| 1991.       | 647         | 543         |
| 2002.       | 478         | 568         |
| 2011.       | 421         |             |

| Етнички састав према попису из 2002.‍ | Етнички састав према попису из 2002.‍ | Етнички састав према попису из 2002.‍ | Етнички састав према попису из 2002.‍ | Етнички састав према попису из 2002.‍ |
| ------------------------------------ | ------------------------------------ | ------------------------------------ | ------------------------------------ | ------------------------------------ |
|                                      |                                      |                                      |                                      |                                      |
| Срби                                 | Срби                                 |                                      | 471                                  | 98,53%                               |
| Румуни                               | Румуни                               |                                      | 3                                    | 0,62%                                |
| Југословени                          | Југословени                          |                                      | 3                                    | 0,62%                                |
| Македонци                            | Македонци                            |                                      | 1                                    | 0,20%                                |
| непознато                            | непознато                            |                                      | 0                                    | 0,0%                                 |

| Година пописа     | 1948. | 1953. | 1961. | 1971. | 1981. | 1991. | 2002. |
| ----------------- | ----- | ----- | ----- | ----- | ----- | ----- | ----- |
| Број домаћинстава | 185   | 186   | 197   | 189   | 187   | 176   | 144   |

| Број чланова      | 1  | 2  | 3  | 4  | 5  | 6  | 7 | 8 | 9 | 10 и више | Просек |
| ----------------- | -- | -- | -- | -- | -- | -- | - | - | - | --------- | ------ |
| Број домаћинстава | 37 | 27 | 14 | 28 | 11 | 16 | 7 | 3 | 1 | 0         | 3,32   |

| Пол    | Укупно | Неожењен/Неудата | Ожењен/Удата | Удовац/Удовица | Разведен/Разведена | Непознато |
| ------ | ------ | ---------------- | ------------ | -------------- | ------------------ | --------- |
| Мушки  | 188    | 36               | 125          | 14             | 10                 | 3         |
| Женски | 226    | 32               | 125          | 53             | 11                 | 5         |
| УКУПНО | 414    | 68               | 250          | 67             | 21                 | 8         |

| Пол    | Укупно                    | Пољопривреда, лов и шумарство | Рибарство                            | Вађење руде и камена | Прерађивачка индустрија       |
| ------ | ------------------------- | ----------------------------- | ------------------------------------ | -------------------- | ----------------------------- |
| Мушки  | 95                        | 65                            | 0                                    | 3                    | 6                             |
| Женски | 62                        | 36                            | 0                                    | 0                    | 4                             |
| УКУПНО | 157                       | 101                           | 0                                    | 3                    | 10                            |
| Пол    | Производња и снабдевање   | Грађевинарство                | Трговина                             | Хотели и ресторани   | Саобраћај, складиштење и везе |
| Мушки  | 0                         | 3                             | 8                                    | 1                    | 2                             |
| Женски | 0                         | 0                             | 3                                    | 2                    | 0                             |
| УКУПНО | 0                         | 3                             | 11                                   | 3                    | 2                             |
| Пол    | Финансијско посредовање   | Некретнине                    | Државна управа и одбрана             | Образовање           | Здравствени и социјални рад   |
| Мушки  | 0                         | 0                             | 2                                    | 1                    | 3                             |
| Женски | 0                         | 1                             | 6                                    | 3                    | 6                             |
| УКУПНО | 0                         | 1                             | 8                                    | 4                    | 9                             |
| Пол    | Остале услужне активности | Приватна домаћинства          | Екстериторијалне организације и тела | Непознато            | Непознато                     |
| Мушки  | 1                         | 0                             | 0                                    | 0                    | 0                             |
| Женски | 0                         | 0                             | 0                                    | 1                    | 1                             |
| УКУПНО | 1                         | 0                             | 0                                    | 1                    | 1                             |